# Man, Next Natural Girl: 100 Nights In Yokohama
Man, Next Natural Girl: 100 Nights in Yokohama (en japonés: 天然少女萬NEXT 横浜百夜篇, Tennen shōjo Man next: Yokohama hyaku-ya hen?) también conocida como N-Girls Vs Vampire y Man, Next Natural Girl: Perfect Box, es una película para la televisión japonesa de 1999, dirigida por Takashi Miike. Debido a su largo metraje, este telefilm se dividido en dos partes que se exhibieron a lo largo de dos noches consecutivas.
Es una adaptación de un manga de Tetsuya Koshibay secuela de la miniserie Man, A Natural Girl de 1999, También dirigida por Takashi Miike. Además el manga ya tuvo una adaptación al cine en 1996 dirigida por Takaaki Hashiguchi, protagonizada por Miho Yabe y producida por KSS.

## Argumento
Un par de chicas, de repente, comienzan a cambiar su comportamiento debido al inexplicable éxito repentino como top models. De ser amables, pasan a ser desagradables y frías, pero también cambia su apariencia: las chicas guapas ahora son bellezas deslumbrantes e inaccesibles. El misterio que rodea todo esto, recae sobre una prestigiosa agencia de modelos de Yokohama, denominada “Saints”. Esta agencia está dirigida por un grupo de vampiros que se dedican a chupar la sangre de adolescentes vírgenes que desean ser modelos. Dos chicas expertas en kung-fu y amigas de las chicas a las que están convirtiendo, se proponen destruir a los vampiros y vengarse. Pero los vampiros son demasiado fuertes y nuestras protagonistas dejaran que las muerdan, para convertirse en vampiresas y tener la fuerza necesaria para enfrentarse a los vampiros de "Saint".

## Reparto
| Actor                             | Papel                          |
| --------------------------------- | ------------------------------ |
| Ayana Sakai                       | Man Kôda                       |
| Takashi Nagayama                  | Yuuya Narui                    |
| Chiaki Ichiba                     | Riona Mishima                  |
| Erika Yamakawa                    | Chiaki Amamiya                 |
| Eri Nomura                        | Maki Nishida                   |
| Chikako Ôba                       | Yukari Eda                     |
| Shiori                            | Maria Kanzaki                  |
| Aya Makinoda                      | Azumi Takizawa                 |
| Sayaka Kamiya                     | Sena                           |
| Hitomi Oota                       | Ayumi                          |
| Yuuki Fukuzono (Yūki Terao)       | Kenjirô                        |
| Tomonori Masuda (Satoshi Matsuda) | Satoshi                        |
| Kazuhiro Sakai                    | Taichi                         |
| Sara Matsuzaka                    | Minako                         |
| Megumi Yasu                       | Eimi                           |
| Yuuko Arai (Yūko Arai)            | Kasumi                         |
| Chika Kaidu                       | Rei                            |
| Kenta Kiritani                    | Hideki                         |
| Kaz                               | Sakakibara                     |
| Shingo Tsurumi                    | Misionero barbudo / "Dios"     |
| Tenmei Kano                       | Eda Isao                       |
| Tomoshi Uno                       | Akira                          |
| Michisuke Kashiwaya               | Haruki                         |
| Hassei Takano                     | Miembro del equipo             |
| Kazumi Kamiizumi                  | Miembro del equipo             |
| Takehiko Tsuno                    | Miembros del equipo            |
| Takahiro Araki                    | Papá del club                  |
| Shiro Sakamoto                    | DJ del club                    |
| Osamu Tsuji                       | Hombre del club                |
| Daisuke Nakagawa                  | Súper estudiante de secundaria |
| Takaomi Maeda                     | Acosador                       |
| Takashi Iwaki                     | Acosador                       |
| Yuuki Nishio                      | Acosador                       |
| Yuuki Sakamoto                    | Acosador                       |
| Kazumi Nakazawa                   | Modelo de la agencia Saint     |
| Tsubasa Otomiya                   | Modelo de la agencia Saint     |
| Yukiko Haji                       | Modelo de la agencia Saint     |
| Misuzu Sekine                     | Modelo de la agencia Saint     |
| Mayo Suganô                       | Modelo de la agencia Saint     |
| Brian J. Collins                  | Vampiro blanco                 |
| Hiromi Watanabe                   | La madre de Taichi             |
| Tenha Yokomori                    | Bebé Taichi                    |
| Hirofumi Fukuzawa                 | Bōsōzoku                       |
| Makoto Itō                        | Bōsōzoku                       |
| Kenichirô Tamayori                | Bōsōzoku                       |
| Toshi Hirosawa                    | Bōsōzoku                       |
| Keizō Yabe                        | Bōsōzoku                       |
| Shun Sakuma                       | Yuuya (niño)                   |
| Yukie Watanabe                    | Madre de Yuuya                 |
| Asami Suzuki                      | Hija de una fan de Yuuya       |
| Mathias Johansson                 | Extranjero violento            |
| Keith E. Decanos                  | Extranjero violento            |
| Hisako Matsuhisa                  | Mujer embarazada               |

## Otros créditos
- Planificador y productor Yuuji Ishida.
- Producido por:
  - Nobuaki Murooka.
  - Yasuhiro Kitsuda.
  - Wataru Tanaka.
- Productora de CGI: Misako Saka.
- Director CGI: Masayoshi Obata.
- Departamento de maquillaje:
  - Masarô Fukuda - Artista de efectos especiales de maquillaje.
  - Yuuichi Matsui - supervisor de efectos especiales de maquillaje.
  - Fumihiro Miyoshi - artista de efectos especiales de maquillaje.
  - Miyuki Yamaguchi - Artista de efectos especiales de maquillaje.

## Lanzamiento
Debido a su largo metraje, este telefilm se dividido en dos partes que se exhibieron a lo largo de dos noches consecutivas. Se emitió por primera vez, en Japón, el jueves 25 y el viernes 26 de noviembre de 1999, desde las 22:00 hasta las 23:30 de la noche, por WOWOW.
Fue lanzada en VHS y DVD por Pony Canyon, en Japón.

#### Vídeo (VHS)
- Tennen shōjo Man next: Yokohama hyaku-ya hen (Parte 1) ( 天然少女萬NEXT-横浜百夜篇（前編）?), lanzado el 19 de enero de 2000 por Pony Canyon.[6]
- Tennen shōjo Man next: Yokohama hyaku-ya hen (Parte 2) (天然少女萬NEXT-横浜百夜篇（後編）?), lanzado el 19 de enero de 2000 por Pony Canyon.[7]
- Ura Tennen shōjo Man next: Yokohama hyaku-ya hen/Another Face (うら天然少女萬NEXT-横浜百夜篇/ANOTHER FACE?), Publicado el 20 de octubre de 1999 por Pony Canyon. Un vídeo documental que captura los rostros reales y los encantos de las 5 miembros principales del reparto. Incluye un vídeo promocional del tema musical 夢なら覚めないでほしいよ (Si es un sueño, por favor no despiertes?).[8]

#### DVD
- Tennen shōjo Man next: Yokohama hyaku-ya hen - Special edition (天然少女萬NEXT-横浜百夜篇-特別編?), lanzado el 5 de abril de 2000 por Pony Canyon. La edición fue acompañada de contenido extra: [9]
  - 01 Detrás de las cámaras de Tennen shōjo Man next.
  - 02 Making of.
  - 03 Escenas especiales de NG.
  - 04 Anuncio de televisión.
  - 05 Colección de jingles de los idols que aparecen en la película.
  - 06 Videoclip del tema musical "When the moon cries".
  - 07 Videoclip del tema musical 夢なら覚めないでほしいよ (Tennen Shoujo EX)
  - 08 Another Face - Ura Tennen shōjo Man next.
  - 09 Archivos de datos de 13 idols que aparecen en la película.

## Recepción
En una reseña de Taliesin meets the vampires, Taliesin_ttlg comento: «La película en sí es demasiado larga y en la su zona central, puede empezar a hacerse pesada, pero esto se soluciona al final de la película. Los efectos especiales funcionan bastante bien, para una pieza hecha para televisión. En resumen, esta obra llega a ser algo interesante».
Marina D. Richter en una reseña para Asian Movie Pulse, escribió: «Es una narrativa comprimida de chico vampiro, conoce a chica y cambia para siempre. Pero afortunadamente, es una película de Takashi Miike, y contiene elementos típicos de sus películas tal como las conocemos y apreciamos. Uno de ellos es el retorcido sentido del humor, seco e hilarante, esparcido por toda la trama como una fina capa de azúcar en polvo. No hace falta decir que esto no es lo mejor del director, que nos dio demasiada genialidad en los últimos diez años, pero es una película que disfrutarás viendo recostado en tu sofá, recuperándote de la resaca de la última noche». 

## Banda sonora original
Además de la banda sonora creada por Kôji Endô, la película contó con la canción When the moon cries del grupo japonés de heavy metal, Concerto Moon, y con la creación del grupo musical Tennen Shoujo EX (天然少女EX?), formado por 11 de las actrices que aparecen en la película, que publicaron un álbum de estudio lanzado en CD el 10 de noviembre de 1999, por Warner Music Japan.
Tennen Shoujo EX 
- 01 夢ならさめないでほしいよ
  - Letra y composición: Yasutaka Nakata
  - Arreglos: SONIC DOVE y Yasutaka Nakata
  - Cantada por: Ayana Sakai, Eri Nomura y Erika Yamakawa
- 02 Happie Day!
  - Letra y composición: Yasutaka Nakata
  - Arreglos: SONIC DOVE y Yasutaka Nakata
  - Cantada por: Chiaki Ichiba, Chika Kaidu y Sara Matsuzaka
- 03 Letting Me
  - Letrista: Yūko Arai
  - Composición y arreglos: SONIC DOVE
  - Cantada por: Ayana Sakai, Sayaka Kamiya, Megumi Yasu, Hitomi Oota y Yūko Arai
- 04 Letting Me（Extended Yokohama Mix）
  - Letrista: Yūko Arai
  - Composición y arreglos: SONIC DOVE
  - Cantada por: Ayana Sakai, Sayaka Kamiya, Megumi Yasu, Hitomi Oota y Yūko Arai
- 05 夢ならさめないでほしいよ（AYANA SAKAI Solo Mix）
  - Letra y composición: Yasutaka Nakata
  - Arreglos: SONIC DOVE
  - Cantada por: Ayana Sakai
- 06 Happie Day!（CHIAKI ICHIBA Solo Mix）
  - Letra y composición: Yasutaka Nakata
  - Arreglos: SONIC DOVE
  - Cantada por: Chiaki Ichiba
- 07 この海辺に
  - Letrista: Oba Chikako y Omori Shoko
  - Composición y arreglos: SONIC DOVE
  - Cantada por: Chikako Ôba y Yūko Arai
- 08 夢ならさめないでほしいよ（オリジナル・カラオケ）
  - Compositor: Yasutaka Nakata
  - Arreglo: SONIC DOVE y Yasutaka Nakata
- 09 Happie Day!（オリジナル・カラオケ）
  - Compositor: Yasutaka Nakata
  - Arreglo: SONIC DOVE y Yasutaka Nakata
- 10 Letting Me（オリジナル・カラオケ）
  - Composición y arreglos: SONIC DOVE
- 11 この海辺に（オリジナル・カラオケ）
  - Composición y arreglos: SONIC DOVE

## Manga
La película está basada en un manga, con el mismo nombre, creado por Tetsuya Koshiba y serializado en Shūkan Young Magazine por Kōdansha. También fue publicado en un total de 20 volúmenes, lanzados desde el 6 de diciembre de 1993 hasta el 4 de septiembre de 1998.